# シャッター速度
シャッター速度（シャッターそくど、英: Shutter speed ）は、カメラによる写真撮影の際、シャッターが開放され、フィルムまたは撮像素子がレンズを通した光にさらされる（露出する）時間（露光時間、シャッタースピード、「SS」とも略される）をいう。この時間が短いほどシャッター速度が速い、長いほどシャッター速度が遅いという。
シャッター速度はISO感度、絞りと並んで露出を決定する三大要素の一つである。またシャッター速度が遅いと手ぶれや被写体ぶれを引き起こす。シャッター速度は、また、それを適切に調節することにより多様な写真表現を可能にできる。
なお、日本語では「シャッター速度」と表現しているが、ここでいう「速度」は物理学における速度（単位：メートル毎秒など）のことではなく、実際は露光時間（単位：秒など）を示す値である。

## シャッター速度の系列
シャッター速度の系列には倍数系列と大陸系列が存在する。現在は倍数系列に中間シャッター速度を入れて0.5EV刻みや0.3EV刻みの露出補正に対応するものも多い。

## シャッター速度と露出
ある被写体の適正露出はISO感度、絞り、シャッター速度の適切な組み合わせにより実現される。シャッター速度が適正露出に相当するものより速い（露出時間が短い）と露出アンダーとなり、遅い（露出時間が長い）と露出オーバーになる。
適正露出とシャッター速度の関係は以下の通りである。
- レンズの絞り値（F値）が一定で、かつ、フィルムや撮像素子の感度が一定であれば、被写体が明るいほど適正露出を実現するシャッター速度は速く、暗いほど遅くなる。
- 被写体の明るさと感度が一定であれば、絞りが開いている（F値が小さい）ほど適正露出のシャッター速度は速くなり、絞り込む（F値が大きい）ほど遅くなる。この関係を'相反則といい、フィルム撮影の元で長時間露出するなどによる、この関係の崩れを相反則不規‘（露出アンダーになったりやカラーバランスが崩れたりする。）という。デジタルカメラでは長時間露出をすると長秒ノイズが発生し、これを除く処理が行われる。
なお、絞りのF値の大きさは被写界深度や小絞りボケと関係する。
- 被写体の明るさと、絞り値が一定であれば、感度が高いほど適正露出のシャッター速度は速く、感度が低いほどシャッター速度は遅くなる。ただし、一般にフィルムでもデジタルカメラでも感度が上がるほど画質は粗くなる。
- ND（減光）フィルターやPL（偏光）フィルター、C-PL（円偏光）フィルターなど減光作用のあるフィルターをレンズに装着すると、適正露出に必要なシャッター速度は遅くなる。このため明るいところでスローシャッターを切ったり、明るすぎてシャッターが下りないときなど、NDフィルターを使用することが適当である。絞りによってもシャッター速度は調節できるが、被写界深度が変化したり、光の回折による小絞りボケなどを考慮に入れる必要がある。なおPLフィルターは回転することにより減光の程度が変化し、また反射に影響するなど特殊な効果を生じるので、この目的に使用するにあたっては考慮する必要がある。

AE（自動露出）カメラにはシャッター速度優先AE、絞り優先AE、プログラムAEなどのモードがある。シャッター速度をコントロールして撮影する場合、シャッター速度優先AEを用いると便利である。希望するシャッター速度に合わせて絞りが自動的に決定され、適正露出で撮影できる。また絞り優先AEで撮影する場合、光量が一定であるとすると、絞りを開く（F値が小さい）ほどシャッター速度は速く、絞り込む（F値が大きい）ほど遅くなる。特に深い被写界深度（パンフォーカス）を狙って大きく絞り込むときは、シャッター速度が遅くなるので、ブレが生じる可能性がある。

## ブレ

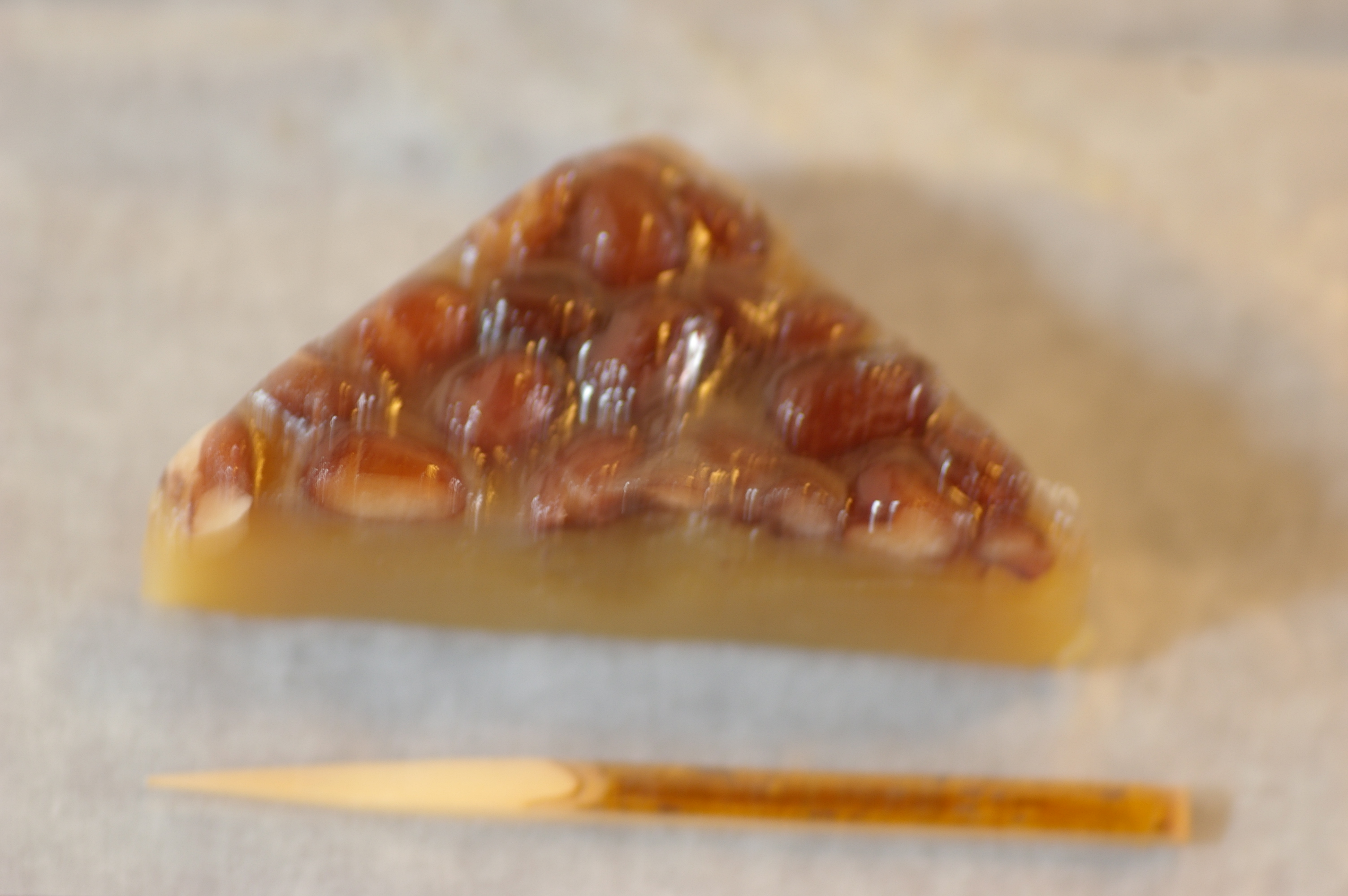
手ブレ。シャッター速度1/4秒。画面全体がぶれている。

シャッター速度が遅い（露光時間が長い）ほど写真にブレが生じやすくなる。また、レンズの焦点距離が長い（望遠よりな）ほど、ブレは目立ちやすい。ブレには手ぶれ、カメラぶれと被写体ぶれがある。
手ぶれは手持ちで撮影するときにカメラを持つ手の震えによって生じるブレであり、カメラぶれの一種と考えることもできる。
ただ、三脚などを立てて手ぶれが起きないような状態でもレフレックスミラーとシャッターの衝撃や、三脚の動きなどによりが生じることがあり、これを特にカメラぶれという。

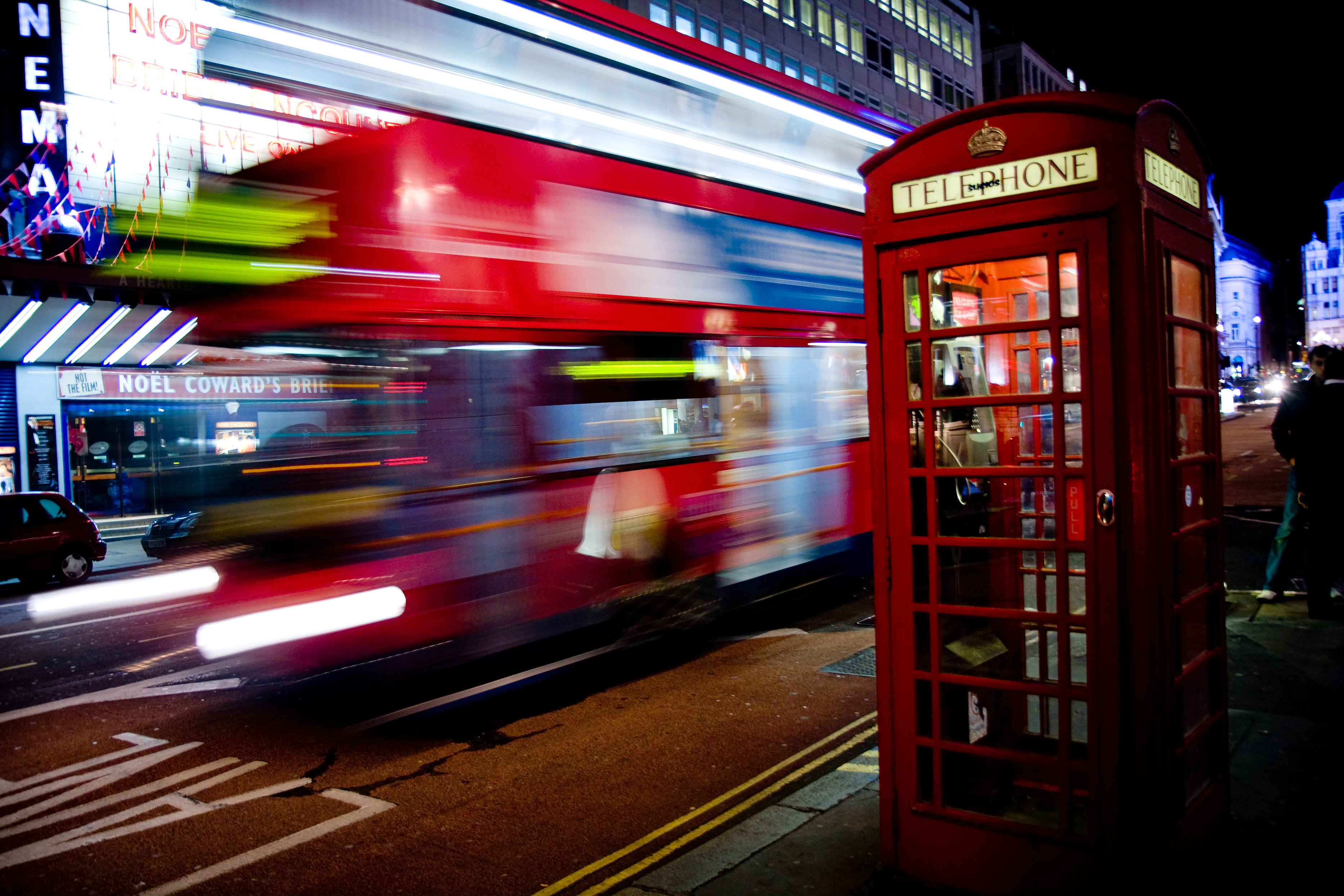
被写体ブレ。シャッター速度1/5秒。カメラを三脚に固定しているので手ブレはなく、移動するバスの像だけがぶれている。

被写体ぶれ（モーションブラー）はシャッターが開放されている時間に被写体が動くことによって生じるブレである。
手ぶれ、カメラぶれは画面全体がぶれるのに対し、被写体ぶれは動いた被写体のみがぶれるのが特徴である。（写真参照）目安としては、歩いている人がぶれなくなるのがおよそ1/125秒以下、運動会などのスポーツ撮影でぶれなくなるのがおよそ1/500以下といわれている。
手ぶれは一般に35ミリフィルム換算で焦点距離分の1秒以下のシャッターを切ることによって防ぐことができるといわれる（例えば50ミリ相当の画角を持つレンズなら1/50秒、100ミリ相当のレンズなら1/100秒以上のシャッター速度ならぶれにくいとされる）。それ以下のシャッター速度では三脚や一脚などを利用することによりある程度解消でき、また最近のデジタルカメラや交換レンズの中には手ぶれ補正機構が導入され、かなりの低速シャッターでも手持ちで撮影できるようになっているものもある。しかし、これらの方法でもカメラぶれ、被写体ぶれは防ぐことはできない。カメラぶれを防ぐためにはリモートレリーズを使用する、剛性の高い三脚を選び、それを垂直に立てて三本の脚をしっかりと開き、錘になるようなものをぶら下げる、ミラーアップにより露光とミラーの動きを切り離すなどの方法がある。
被写体ぶれを防止するには、さらにISO感度を上げたり、絞りを開く、あるいはストロボなど照明を利用するなどの方法により露光時間を短縮するしかない。特に風景写真では画質の良い低感度のもとでパンフォーカスを狙って大きく絞り込む結果、シャッター速度が遅くなることが多く、風の止むのを待ってシャッターを切るなど、風などによる被写体ぶれにも留意する必要がある。
一定のシャッター速度を確保しつつ撮影するにはシャッター優先AEを選択する場合が多いが、暗い被写体の場合、絞りが開いてしまい、被写界深度が浅くなりすぎる場合がある。そのため、ISO感度を上げることにより、被写界深度とシャッター速度を両立するという手段も存在する。しかし、感度を上げるとノイズが発生することは念頭に置く必要がある。（後述）
最近のデジタルカメラのなかには、ブレを防ぐために一定のシャッター速度を決定し、同時に被写界深度を確保するため一定のF値を決定すると、自動的に適切なISO感度をカメラが選択するというモード（TAvモードなど）を持つ機種が現れている。

## シャッター速度による写り方の変化
シャッター速度の違いにより写り方がどのように変化するか、高速シャッターと低速シャッターで同じ被写体を撮ったもので比較してみたい。
これらは同じ水の流れを撮ったものである。左側の写真では水のある一瞬が凍ったような形で捉えられているのに対し、右側では軽い被写体ぶれにより、水が白い糸の束のように表現され、流れとして捉えられている。
このように、被写体を静止させたいときには高速シャッターを、ぶれ（モーションブラー）の要素を取り入れようとするときはシャッター速度を遅めに調節してやると効果的である。なお、被写体ぶれの要素を表現に取り入れて低速シャッターを用いる場合、手ぶれ、カメラぶれを防止するため、三脚とレリーズの使用は必須である。

## 高速シャッターによる表現
素早く動くもの（レーシングカーや飛行機など）を静止（被写体ぶれを止める）して撮影するためには速いシャッター速度が要求される。作例1では1/125秒でミルクの跳ね返りを、作例2では1/2000秒という高速シャッターで高速で走るレーシングカーの姿が写し止められている。

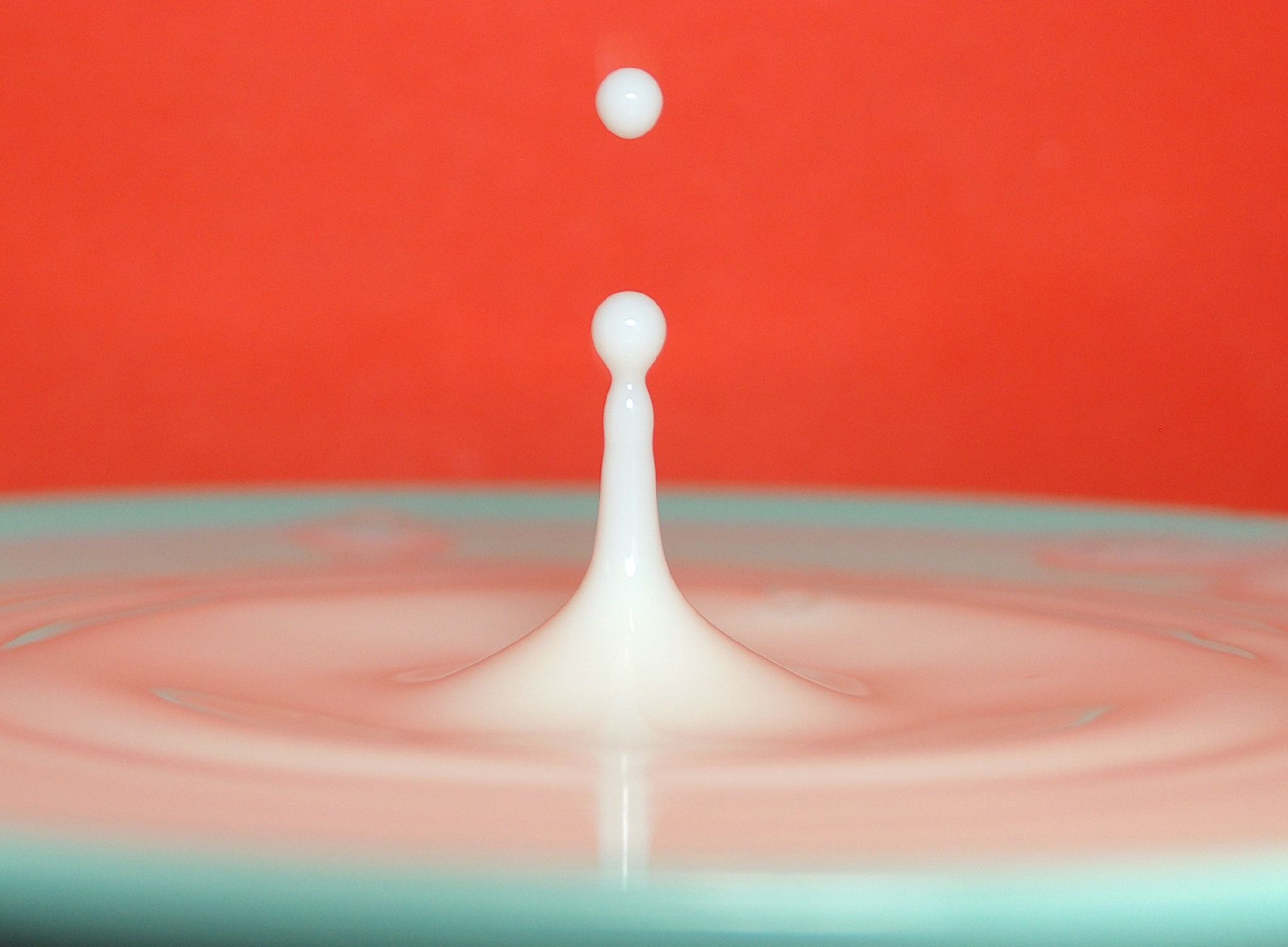
作例1 ミルクのはね返り 1/125秒
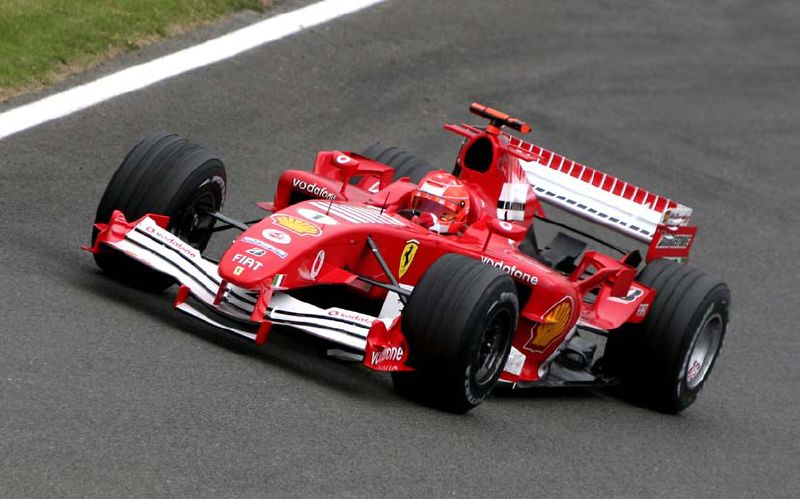
作例2 レーシングカー 1/2000秒

## 低速シャッターによる表現
例えば航空ショー等の撮影にて、プロペラ機は高速シャッターで止めてしまうと躍動感が損なわれるという理由でこちらが採用される。しかしプロペラ機はともかく、ヘリコプターではローターを回転させようとすると、今度は機体がブレてしまう確率が高くなり、撮影が難しいとされる
作例3は同じくレーシングカーを撮ったもので、作例2と違って背景が流れている。これは低速シャッターを利用してレーシングカーの動きに合わせてカメラの向きを動かしながら撮ったものである。「流し撮り」といわれるやや高度なテクニックを要する撮影方法であり、スピード感が強く表現されている。
作例4は、低速シャッターにより露光時間中にズームレンズのズームリングを動かして撮影したもの。露光間ズームといわれる手法である。

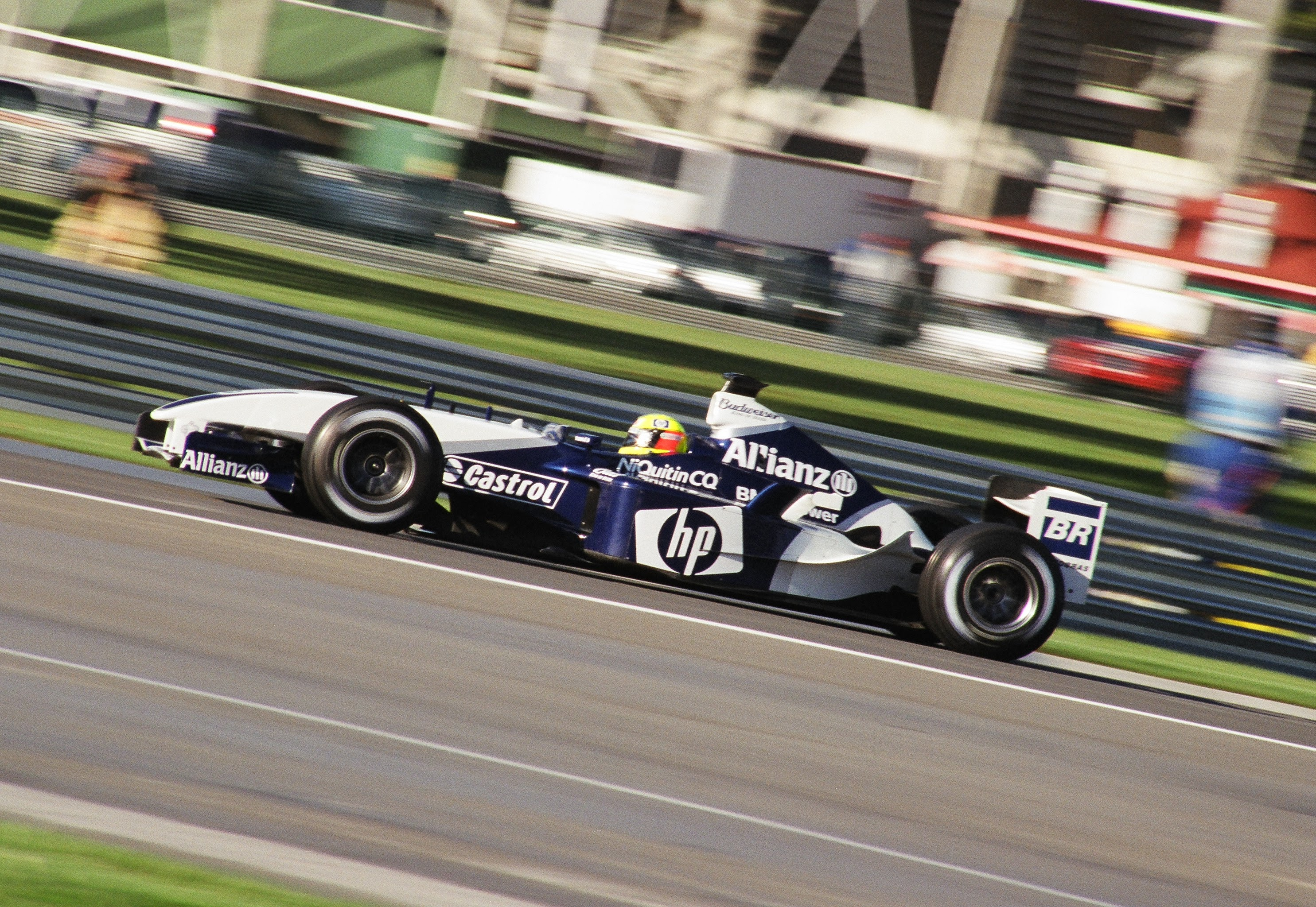
作例3 レーシングカー・流し撮り
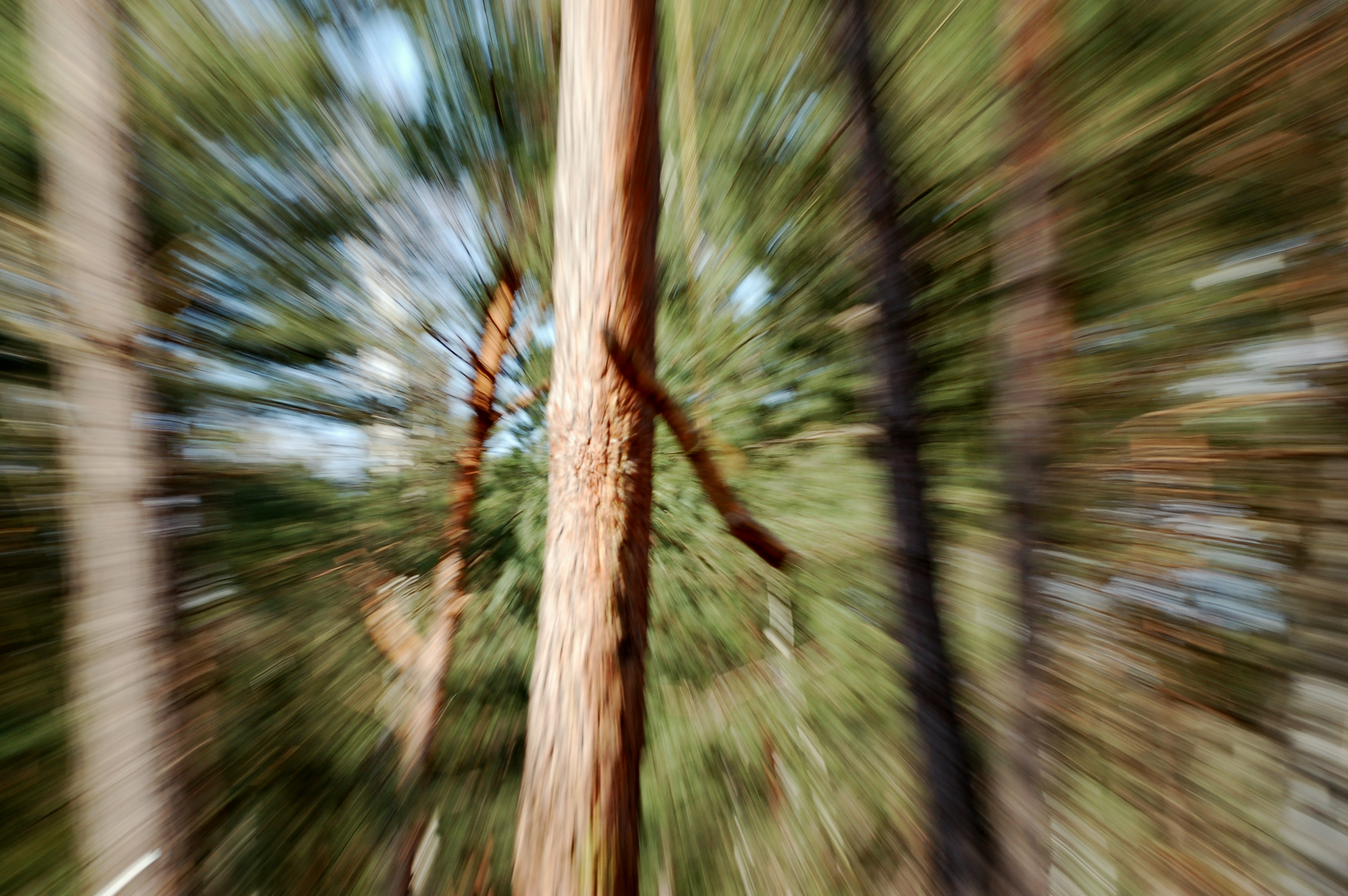
作例4 露光間ズーム 1/20秒

## 長時間露光による表現
夜景や、花火、天体写真の撮影では、三脚を立て、バルブやタイムなどの撮影モードでシャッターを開放するなどにより長時間露光（一般的に1秒間以上のシャッター速度のことを指す）を行うことにより、さまざまな表現が行われている。
天体撮影においては赤道儀と呼ばれる特殊な架台を利用して、カメラを天体の動きに追尾させ、非常に長い時間露出することにより、肉眼では見えない非常に暗い星や、星雲、星団などを写すことも行われている。作例5は35分の長時間露光による天体写真である。淡い銀河がはっきりと写し出されている。
作例6は奈良・東大寺二月堂の「おたいまつ」。8秒間、バルブでシャッターを開放し、振り回される松明の火の光跡が堂全体を包むようにダイナミックに表現されている。
作例7は高速道路を往来する自動車のヘッドランプとテールランプの光跡を13秒間のシャッター開放で表現したものである。

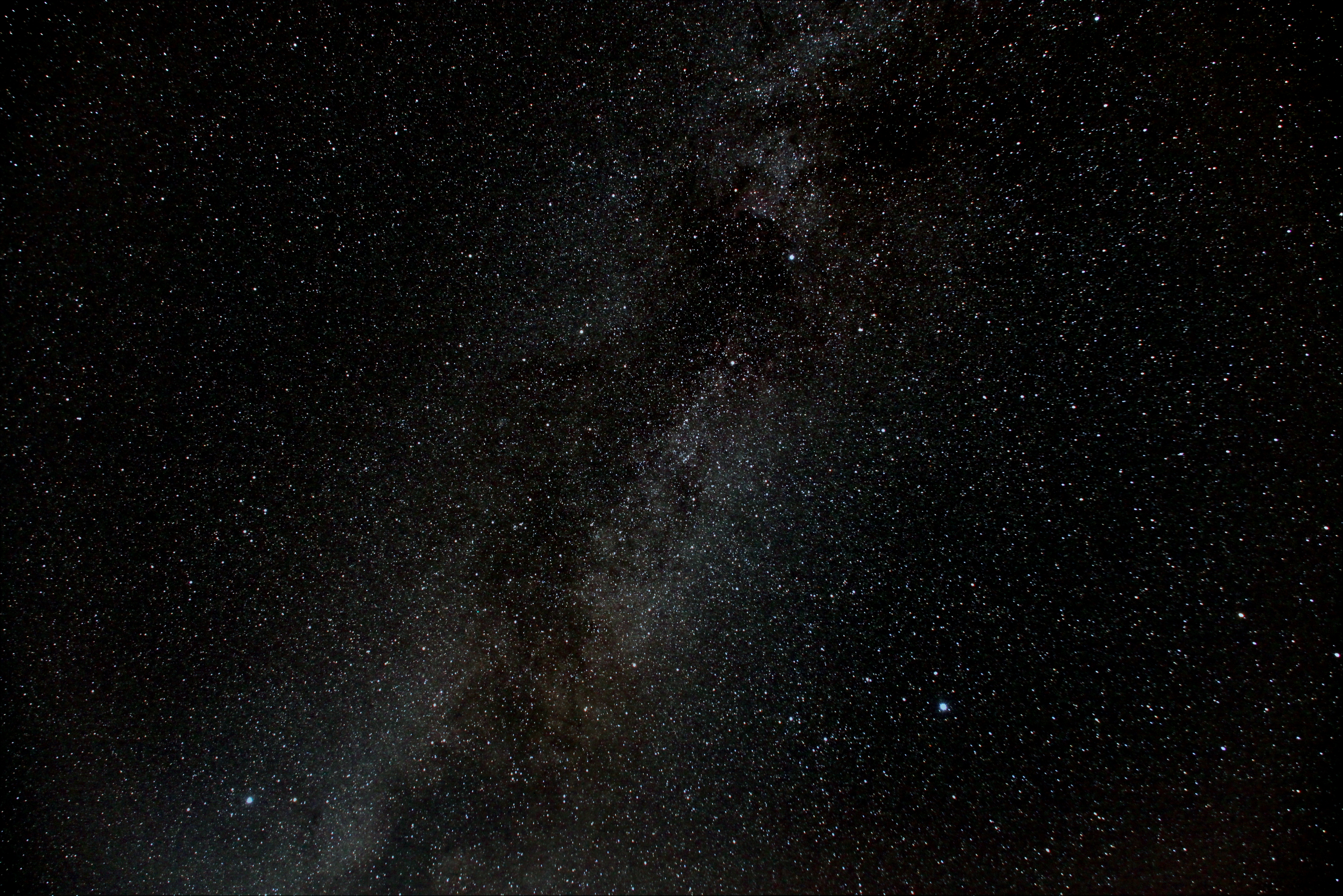
作例5 はくちょう座の銀河 約35分
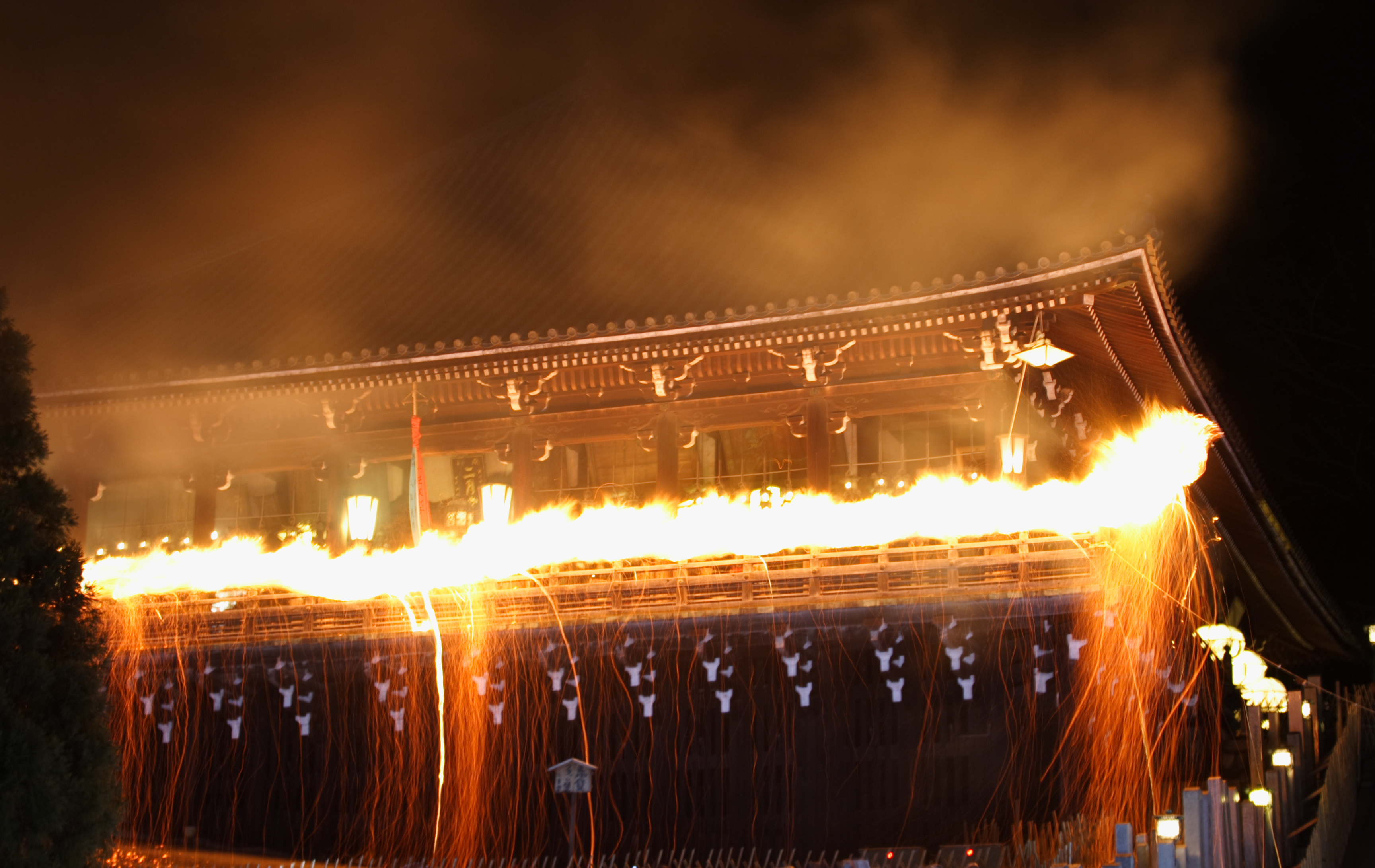
作例6 東大寺修二会おたいまつ 8秒
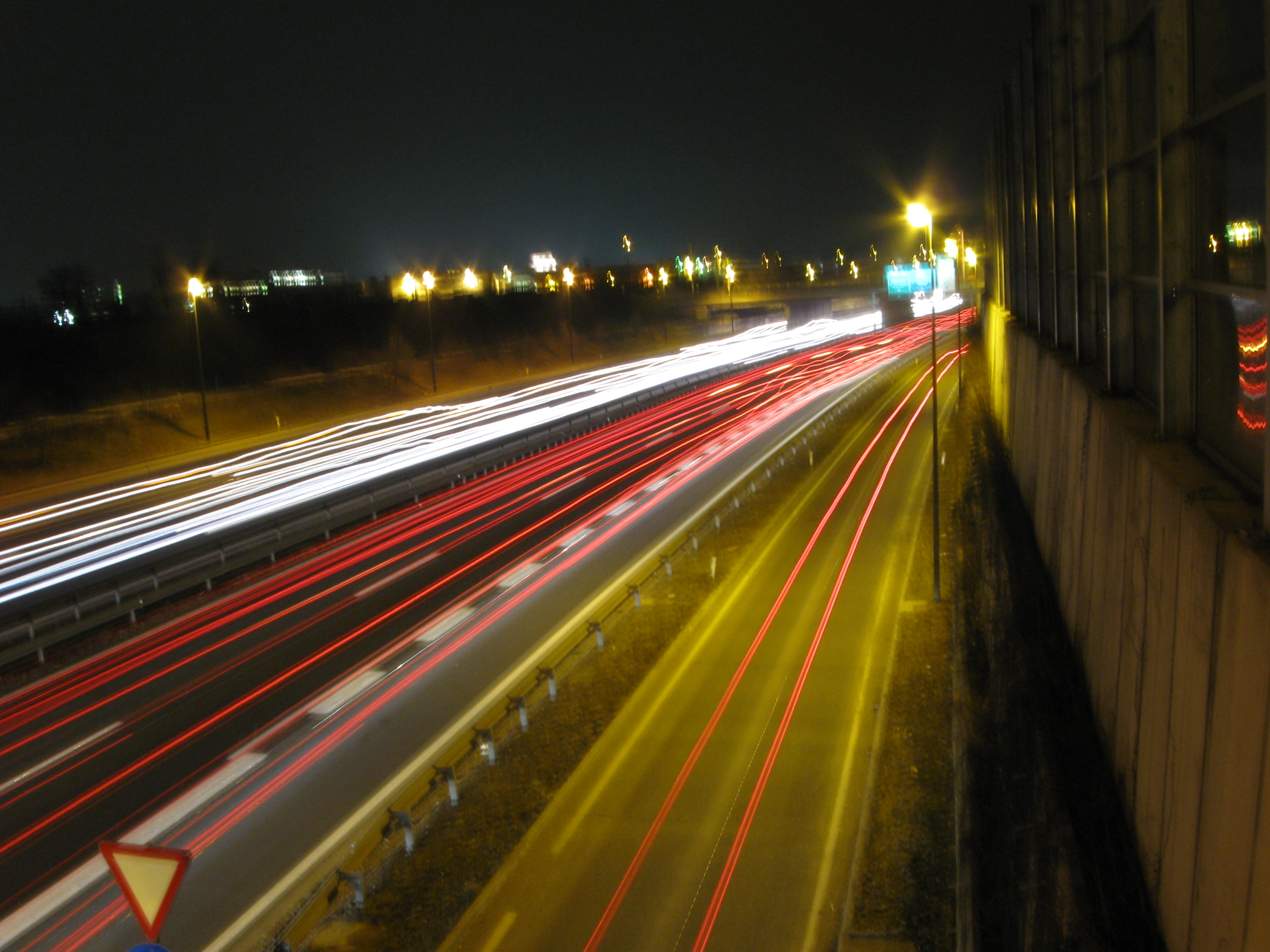
作例7 高速道路の光跡 13秒

このように、シャッター速度の調整によって、さまざまな写真表現が可能である。
但し、デジタルスチルカメラ特有の現象として、撮像素子のノイズが発生する弊害もあることを念頭に置く必要がある。これはISO感度を過度に上げた場合や、露光時間を長くとった場合、または周囲の露光が得られない状況など要因は様々である。場合によっては特定のカメラそのものの弱点として出てしまう場合がある。
作例8は非常に低露光の環境にて微弱な光源の撮影を試みたものであるが、低露光によるデジタルノイズが目立つ。これはこのカメラ特有の特性によるもので、この場合防ぐのは非常に困難である。

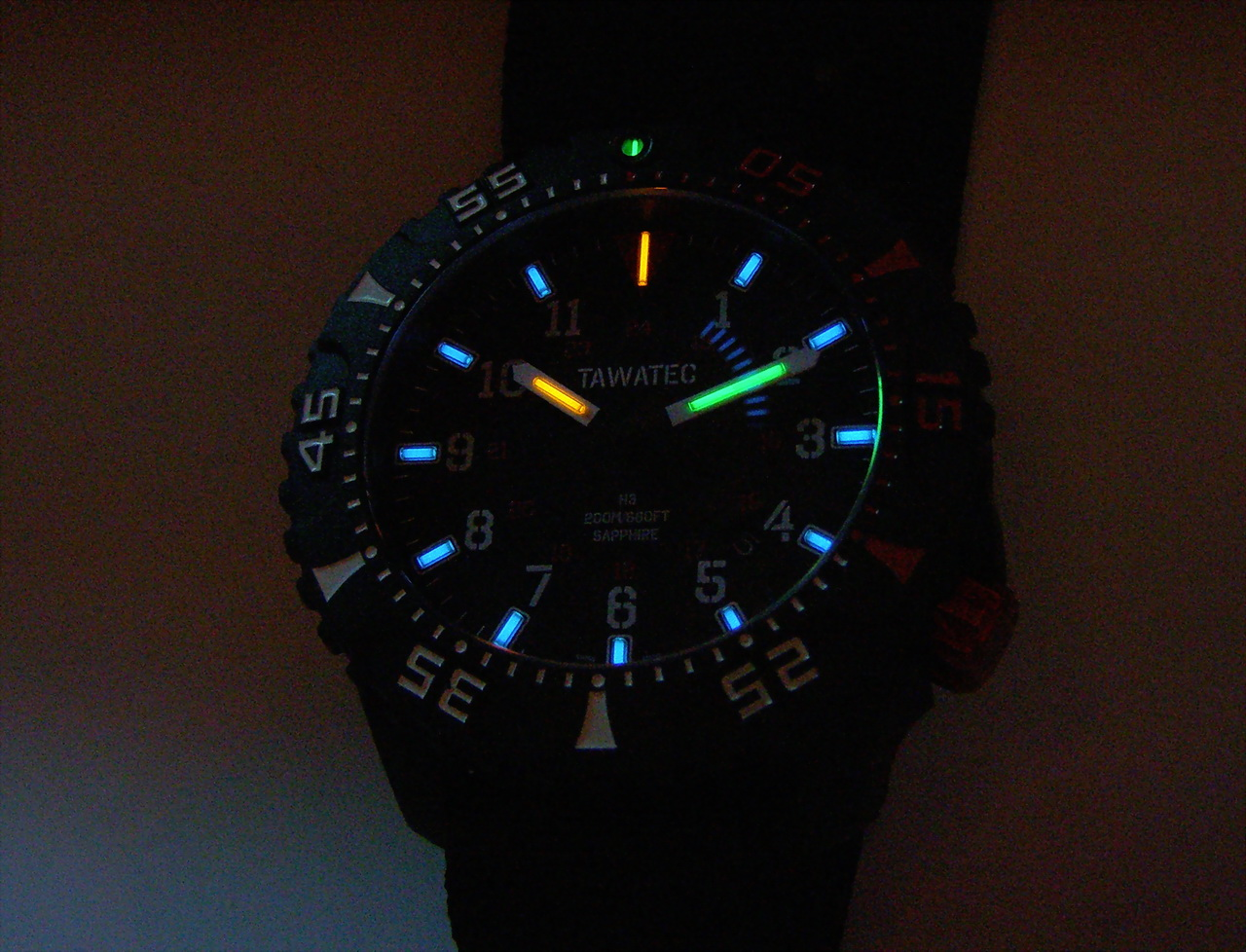
作例8トリチウムを使った腕時計。約9秒